# Variags

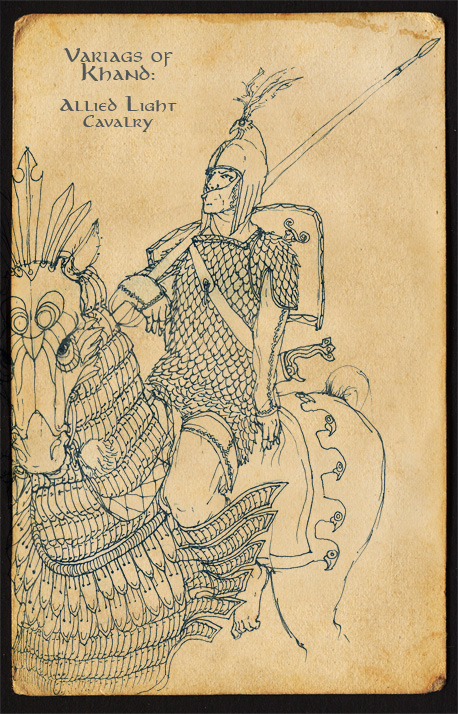
Un cavalier Variag originaire du Khand.

Les Variags sont un peuple fictif du légendaire de l'écrivain britannique J. R. R. Tolkien. Ils habitent la région du Khand, au sud-est du Mordor en Terre du Milieu.

## Histoire
Vers l'an 1900 du Troisième Âge, les Variags sont en conflit avec les Gens-des-Chariots, avant de s'allier à eux contre le Gondor. Les Variags sont cependant vaincus par le roi Eärnil aux gués du Poros. Au cours de la Guerre de l'Anneau, les Variags se joignent à l'armée de Minas Morgul et combattent sous les murs de Minas Tirith à la bataille des champs du Pelennor. Les armées de Sauron y sont là encore vaincues.

## Langue
La langue des Variags est inconnue. Tolkien semble avoir envisagé que leur nom, de même que le nom du Khand, provienne de la langue des Orientaux, mais cette hypothèse n'apparaît que dans un brouillon, et est donc sujette à caution.
D'un point de vue externe, plusieurs critiques ont souligné la ressemblance entre le nom variag et le russe varjag, correspondant au français varègue et désignant des mercenaires vikings au service des princes russes ou byzantins au Moyen Âge. Jim Allan part de cette ressemblance pour suggérer que les Variags sont en fait des mercenaires à la solde des seigneurs du Khand, une hypothèse rejetée par Édouard Kloczko, qui souligne les différences importantes entre les Varègues, marchands navigateurs, et les Variags, guerriers orientaux issus d'une région enclavée.

## Adaptations
Dans son jeu de plateau adapté de la trilogie cinématographique de Peter Jackson Games-Workshop illustre les Variags comme un peuple de cavaliers et de guerriers au style asiatique, notamment japonais de par leur habitude de faire porter une bannière dans le dos de chaque guerrier, combattant à cheval ou sur des chars pour les rois et maniant la hache.